# Johann Friedrich Ludwig von Wopersnow
Johann Friedrich Ludwig von Wopersnow (* 1717; † 1771) war ein preußischer Major.

## Leben

### Familie
Johann Friedrich Ludwig entstammte dem pommerschen Adelsgeschlecht von Wopersnow. Seine Eltern waren der preußische Kapitän sowie Erbherr auf Standemin, Joachim Friedrich von Wopersnow und Margarete Catharina, geb. von Wopersnow a.d.H. Kamissow.
Er vermählte sich 1748 mit Catharina Charlotta von der Mülbe. Aus der Ehe sind zwei Töchter und drei Söhne hervorgegangen, von denen jedoch vermutlich nur der Sohn Ernst Friedrich, preußischer Leutnant († 1773) und die Tochter Wilhelmine, welche einen von Lettow heiratete, den Vater überlebten.

### Laufbahn
Wopersnow war in Pommern gebürtig und begann seine Offizierslaufbahn als Junker im Infanterieregiment (Nr. 11), wo er am 26. März 1740 zum Sekondeleutnant und am 13. Juli 1750 zum Premierleutnant avancierte. Er stieg weiterhin 1757 zum Stabskapitän und am 10. April 1758 zum Kapitän und Kompanieführer auf. Im Jahr 1762 wurde er aus österreichischer Kriegsgefangenschaft ausgelöst und nahm sogleich an der Belagerung von Schweidnitz teil. Am 22. September 1767 erfolgte schließlich seine Beförderung zum Major.
Als Nachfolger von Eberhard Friedrich Wilhelm Baron von Graevenitz, der als Oberstleutnant und Landrat des Kreises Seehesten versorgt wurde, war Wopersnow im Jahr 1771 für wenige Monate Kommandeur des Infanterieregiments (Nr. 11). Nach Wopersnow rückte Gottlieb von Ruskowski auf die Stellung des Regimentskommandeurs vor.
Er konnte am 9. Oktober 1771 noch einmal einen Anteil des Familienstammgutes Standemin an sich bringen und gehörte somit zu den letzten Besitzern ebd. aus seiner Familie. Gleichwohl war er einer letzten männlichen Angehörigen derer von Wopersnow, die nur wenige Jahre nach seinem Tod im Mannesstamm ausgegangen sind.